# フィーバードリフだよ!全員集合
フィーバードリフだよ!全員集合（フィーバードリフだよ!ぜんいんしゅうごう）は、2009年5月にSANKYOが発売した、昭和のカリスマグループ「ザ・ドリフターズ」とコラボしたパチンコ機のシリーズ名。
CRフィーバードリフだよ!全員集合SとCRフィーバードリフだよ!全員集合SXの2機種がある。

## 概要
液晶型のデジパチ。ザ・ドリフターズのメンバーである、いかりや長介・加藤茶・高木ブー・仲本工事・志村けんの5人が扮する忍者一族ドリフが、庶民の平和を守るため百機王軍に立ち向かうというストーリーになっており、難攻不落のカラクリ城を舞台とした忍者一族ドリフVS百機王軍の死闘が多彩な液晶演出で繰り広げられる。
いかりやは「頭領いかりや」、加藤は「疾風の茶」、高木は「雲隠れのブー」、仲本は「飛び仲本」、志村は「水童のけん」として登場し、悪の軍団「百機王軍」と様々な演出で対決していく。
スペックが異なる2タイプ発売された。大当たり確率はほとんど同じで、大当たり時の出玉数と確変比率、時短回数などに違いがある。
2タイプとも突然確変と潜伏確変を搭載しており、内部状態に合わせて対応するモードへ移行する仕様となっている。
東京ドームシティで行われた機種発表会では、ドリフメンバーの加藤、仲本、志村が駆け付け、軽快なトークで会場を盛り上げた。故人となっていたいかりやもスクリーンで登場したが、高木は欠席であった。

## スペック
- CRフィーバードリフだよ!全員集合S
  - 賞球数 3&10&15
  - 大当たり最高継続 16R（9カウント）
  - 大当たり確率 1/319.7
  - 確変中大当たり確率　1/32.0
  - 確変継続率　58%（突確15％）
  - 確変期間　次回大当たりまで/リミッターなし
  - 時短システム　通常大当たり終了後　70回転
- CRフィーバードリフだよ!全員集合SX
  - 賞球数 3&10&13
  - 大当たり最高継続 15R（9カウント）
  - 大当たり確率 1/318.1
  - 確変中大当たり確率　1/31.8
  - 確変継続率　63%（突確14％）
  - 確変期間　次回大当たりまで/リミッターなし
  - 時短システム　全ての大当たり終了後　100回転

## 図柄
確変図柄
- 3
- 5
- 7
- ド
- リ
- フ

通常図柄
- 1
- 2
- 4
- 6
- 8

## 演出
予告アクション
本機にはドリフの面々が活躍する多くの予告が搭載されている。チャンスアップパターンも豊富で、サクラ柄出現時はどの予告でも信頼度が大幅にアップするようになっている。
- ステップアップ予告

デジタル回転中のメイン予告となり、最終的には5段階目まで発展する。
ステップ1でくのいち登場、ステップ2で敵忍者登場、ステップ3で加藤&高木登場、ステップ4で仲本&志村登場、ステップ5でいかりや登場となる。
全員集合のステップ5まで発展すればスーパーリーチ確定となる。
ステップ1のくのいちと、ステップ2の敵忍者には、服の色によるチャンスアップがあり、どちらか一方でもサクラ柄が出現すれば激熱である。

- アイテム予告

ステップアップ予告のステップ1から発展する予告。ボタンを押して出現するアイテムで期待度を示唆する。
刀が出現すれば信頼度が高くなり、サクラ蛙が出現した場合は激熱である。
- 大砲ステップアップ予告

役物の竜の口から大砲が発射され、文字が出現すればチャンスとなる。
出現する文字には「好機」「激熱」「灼熱」などがある。

- 会話予告

会話の内容やフレームの色で期待度を示唆する予告。大ウィンドウならチャンスで、フレームの色がサクラ柄なら激熱である。
- 一筆予告

巻物に書かれた文字や色で期待度を示唆する予告。巻物自体がサクラ柄の場合は激熱である。
- 居合い予告

ドリフメンバーのいずれかが登場して、ボタンを押してアイテムを切り落とすことが出来ればチャンスとなる。
切り落とすアイテムは、ワラや竹、石や激熱ワラなど様々なパターンが存在する。
アイテムを切り落とした後に中から出てきた物で期待度が変化する。
ドリフメンバーの中でもいかりやが登場すると期待度も大幅に上昇し、激熱演出となる。
- 暗殺予告

敵忍者と刃を交え、ドリフメンバーが勝てばチャンスとなる予告。
ドリフメンバーが、志村やいかりやの場合は期待できる。
敵忍者の服の色でも期待度を示唆しており、サクラ柄出現で激熱となる。
- 千人斬り予告

ボタン連打で敵忍者を倒す予告。倒した数で期待度が変化する。
- 幻影予告

朱雀のシルエットがアップになれば「決戦！朱雀リーチ」へと発展する。
- スベリ予告

図柄の下に爆弾が現れたり、図柄が墨文字で覆われたり、ドリフキャラクターが登場してスベリ予告を発生させる。スベリのパターンは豊富に存在する。
- 擬似連予告

スベリが発生すると擬似連のチャンスとなる。継続するほど期待度がアップする。
擬似連専用演出も2種類あり、屋根の上にドリフメンバーが集結していく「夕涼みモード」と、9つある印が徐々に完成していく「九字印擬似連」がある。
夕涼みモードはメンバーが増えるほどチャンスとなっており、全員集合で激熱となる。
九字印擬似連は印が完成していくほどチャンスとなっており、九字印全てが完成すると激熱となる。
- シャッター予告

シャッターの色や移行先で期待度が変化する。通常は黄色で、チャンスパターンは赤である。サクラ柄が出現すれば激熱となる。
- 天守閣予告

背景が天守閣に変わればその時点で大チャンスとなる。
- カラクリ城崩壊予告

リーチ発生時に液晶右側の城役物がガタガタと振動し、その後崩落すれば激熱となる。
出現頻度も信頼度も高く、多くの大当たりに絡む重要アクションの一つである。
- 前兆予告
  - 祈願予告

背景が城内に変化し、絵馬が未来を予言する。絵馬に書かれている内容で期待度が変化する。
- - メモリ予告

保留玉の色が変化する先読み予告。黄→橙→赤の順に期待度は高くなる。
- - 全員集合システム

頻繁に出入りを繰り返している液晶左下のチビキャラ枠に、5人全員が点灯して勢揃いすれば大当たり確定となる。
- - ツルスベリ予告

図柄が左から回転開始する先読み予告。連続するほどチャンスとなる。
- リーチ後予告
  - 城門予告

リーチ時の城門の色で期待度を示唆する。通常パターン以外に赤やサクラ柄のパターンがある。
- - 行灯予告

スーパーリーチ発展時の行灯の光の色で期待度を示唆する。通常パターン以外に赤やレインボーのパターンがある。
- - 群予告

出現するメンバーによって信頼度が変化し、リーダーであるいかりやが群で出現するパターンが最も期待出来る。
全員群が出現すれば大当たり確定である。
- - カットイン予告

アニメ調のドリフメンバーが画面いっぱいに映し出されていく、本機屈指の激熱アクション。
- 千里眼チャンス

図柄の全消灯から発展する。5枚の板の中から選んだ結果で期待度が変化する。
選択した板の中から出てきた忍者の色や張り紙で、その後の期待度や発展先が決定される。
赤の忍者を見つけ出せればチャンスで、サクラ柄の忍者を見つけ出せれば激熱である。
リーチアクション
本機のリーチアクションは、ドリフの面々と百機王軍との死闘が中心に描かれており、頭領であるいかりやが登場するものが高信頼度となっている。
- ノーマルリーチ

様々なリーチの起点となる基本アクション。この段階では期待できないが、ほとんどのスーパーリーチ発展前に経由するほか、直接「決戦！朱雀リーチ」に発展することもある。
- ロングリーチ

くのいちと敵忍者が対峙する。敵忍者の色で期待度が変化する。
敵忍者の色がサクラ柄の場合は、確変確定のプレミアムアクションとなる。
- 修行リーチ

変動開始後にすぐに発展するリーチアクション。ドリフメンバー各々が得意技を鍛錬する。いかりや登場で大チャンスとなる。それぞれに通常とは異なるチャンスパターンが存在する。
- 一撃リーチ

5人のドリフメンバーのうちいずれかが敵忍者と一騎打ちで勝負する。カットインの発生や赤い月出現でチャンスアップとなる。
対決前のVSの文字や、敵忍者の色がサクラ柄の場合は激熱となる。
- カラクリリーチ

城壁を滑るパターンと、天井が落下してくるパターン存在する。くのいちが生還できれば大当たりとなる。
天井落下の方が期待度は高い。くのいちの服が赤の場合は大幅にアップする。くのいちの服がサクラ柄のパターンは確変確定のプレミアムアクションである。
- キャラリーチ

頭領いかりや以外のドリフメンバーに対応した全４パターンが存在し、それぞれが得意技で敵忍者を撃退して行き、最終的に羅刹に勝利すれば大当たりとなる。
志村が選択されると他のメンバーより信頼度は高くなる。カットイン発生で信頼度が大幅にアップする。
ハズれた場合は、羅刹リーチや決戦！朱雀リーチへと発展する可能性がある。
対決前のVSの文字や、敵忍者の色がサクラ柄の場合は激熱となる。
- 羅刹リーチ

キャラリーチハズレから発展する。いかりやが羅刹との決戦に勝利すれば大当たりとなる。
- 愚地リーチ

ボタンを連打する参加型アクションで、ボタン連打で攻撃を繰り出し、愚地を撃破できれば大当たりとなる。
対決前のVSの文字がサクラ柄のパターンか、攻撃時のエフェクトが赤だった場合は信頼度が劇的にアップし激熱となる。
- 決戦！朱雀リーチ

様々なアクションを経由した後に、液晶上部から朱雀の顔役物が降臨すれば発展する。ドリフメンバー全員が力を合わせて敵将の朱雀の猛攻に立ち向かう。
アニメ系リーチアクションの中では最も信頼度の高いリーチとなっている。
演出発展後に液晶周りが炎に包まれる「炎エフェクト」が発生すると信頼度が大幅にアップし、いかりやのカットインが発生すれば激熱となる。
- コントリーチ

左に「ド」図柄、中に「リ」図柄、右に「フ」図柄が停止すれば発展する専用アクション。必ず確変図柄でテンパイとなるため、当たれば確変大当たりが約束される。
頭の上にタライが落ちてくるドリフの名コントが、当時そのままの実写で展開される。3段階まであるコントは継続するほど信頼度が上昇する。
大当たり信頼度は群を抜いて高くなっているが、出現率は低めである。
- 長さん全回転リーチ

いかりや長介の厳選名シーンが流れる確変大当たり確定の鉄板アクション。懐かしい映像が流れ、いかりや長介の勇姿と共に展開していく感動の全回転リーチとなっている。

モード演出
通常モード以外に専用モードが4種類搭載されている。
通常時に突入する「潜入モード」で潜伏確変に当選していた場合は、通常モードに戻った後でも内部的には確変状態で高確率で大当たりする。
潜入モード突入時に盤面左下の2Rランプが点灯していれば潜伏確変確定である。
- 潜入モード

通常時のスーパーリーチハズレ後などに突入することがあるモード。潜入モードに突入すると潜伏確変か小当たりが確定する。
モード中はいかりや長介が城内を捜索する専用演出に変化する。潜入モードは平均約30回転継続し、地下1F→1F→2F→最上階と上の階に行くほど潜伏確変期待度がアップする。
探すアイテムの種類でも潜伏確変期待度を示唆しており、小判→草履→団子→首飾り→手裏剣→お守りの順に期待度が高くなる。
ゾロ目の回転数（11回、22回、33回）で終了するか、41回転以上継続すれば潜伏確変が確定となる。
- 月光モード

通常図柄で大当たりした場合に突入するモード。表面上は時短となっており、規定回数まで電サポが継続する。
潜伏確変の可能性もあり、背景の月の色で潜伏確変期待度を示唆する。青→黄→橙→赤の順に期待度が高くなる。
潜伏確変だった場合は、70回転の月光モード終了後に落城モードに昇格する。
- 落城モード

確変図柄で大当たりした場合に突入するモード。電サポが次回大当たりまで継続する。
- 大爆笑モード

突確当選時に移行するモード。電サポが次回大当たりまで継続する。モード中はコント映像が楽しめるようになっている。

大当たりラウンド演出
大当たりラウンド中に宝玉が5個貯まれば実写のコント映像が流れる仕様となっており、コントは全部で12種類搭載されている。

前回大当たりから800回転以上経過後の大当たり時にスペシャルコント映像が流れる。

大当たり直後、5人の顔がカットインした後「FEVER」と表示されている時にボタンを8回押すと、大当たり連チャン時に貯まる宝玉を集めていない状態でもコント映像が見られる裏技も搭載されている。
確変GET演出
大当たりした直後は、必ず昇格アクションが発生する。

ボタンを一度だけプッシュする「一撃手裏剣」と、ボタン連打で図柄を変える「百裂斬り」の2パターンあり、昇格期待度は百裂斬りの方が高い。

演出中にドリフメンバー背景か、サクラ花びらが出現すれば確変昇格が確定する。

通常図柄での大当たりラウンド中に、突如朱雀役物が降下したら昇格の好機となる。ナビ発生後にボタンを押して、閃光を放ちながら役物の面が割れて爆発すれば確変昇格となる。
プレミアムアクション
SANKYOオリジナルキャラクターの夢夢ちゃんとドラムくんが予告やリーアクション中に出現することがある。
夢夢ちゃんとドラムくんは出現した時点で確変大当たりが確定するプレミアムキャラクターである。
夢夢ちゃんは場面によってはドリフのメンバーに成り代わって登場することもある。ドラムくんは背景にさりげなく溶け込んで出現するパターンもあり、見落としやすいものもある。
夢夢ちゃん出現ポイント
- 会話予告
- 暗殺予告
- 居合い予告
- 大砲ステップアップ予告
- 潜入モード中
- ロングリーチ
- カラクリリーチ
- キャラリーチ
- 愚地リーチ

ドラムくん出現ポイント
- アイテム予告
- 会話予告
- ミニキャラ予告
- カラクリリーチ
- 一撃リーチ
- 羅刹リーチ

他にもロゴ系のプレミアムアクションが存在する。大砲ステップアップ予告で「ドリフターズ」の文字が出現したり、リーチ中に「ドリフ大爆笑」のロゴがさりげなく出現したら、その時点で確変大当たりが確定する。

一筆予告でSANKYOの会社ロゴが出現することもあり、その場合も確変大当たりが確定する。